# Tour de Japon
Tour de JAPON music from FINAL FANTASY  è un concerto in tour dove sono stati suonati brani tratti dalla serie del popolare videogioco Final Fantasy. Le date vanno dal 12 marzo fino al 16 aprile 2004. Il concerto è nato dopo il successo di 20020220 music from Final Fantasy.
Tour de Japon è la traduzione in francese di Tour del Giappone.

## Descrizione
Tutti i brani del concerto sono stati scritti da Nobuo Uematsu, ben conosciuto per aver scritto i brani che compaiono nella serie Final Fantasy, ed arrangiati da Shirō Hamaguchi. Il concerto è stato invece diretto da Taizō Takemoto.
Si inizia con il tema iniziale di Final Fantasy VII Bombing Mission. A differenza degli altri concerti tratti dai brani di Final Fantasy in questo non c'è un coro: l'unica performance vocale l'abbiamo in Opera Maria and Draco tratto da Final Fantasy VI. La performance di Yokohama è stata registrata nel DVD per il fanclub giapponese. Esso contiene Bombing Mission,Zanarkand (Final Fantasy X),Not Alone, Main Theme (Final Fantasy V), e Opera Maria and Draco (Final Fantasy VI).
Durante l'ultimo pezzo Takemoto offre a Uematsu la conduzione e qui scoppia l'applauso. Ma egli con esitazione rifiuta, prende dal taschino della maglietta la sua bacchetta e dirige il resto del pezzo.

## Lista dei brani suonati
1. Apertura ~ Bombing Mission (オープニング～爆破ミッション?, Ōpuningu ~ Bakuha Misshon, Final Fantasy VII)
compositore: Nobuo Uematsu, arrangiatore: Shirō Hamaguchi
2. Zanarkand (ザナルカンドにて?, Zanarukando nite, Final Fantasy X)
compositore: Nobuo Uematsu, arrangiatore: Shirō Hamaguchi
3. Ronfaure (Final Fantasy XI)
compositore: Nobuo Uematsu, arrangiatore: Shirō Hamaguchi
4. Aerith's Theme (エアリスのテーマ?, Earisu no Tēma, Final Fantasy VII)
compositore: Nobuo Uematsu, arrangiatore: Shirō Hamaguchi
5. The Oath (Final Fantasy VIII)
compositore: Nobuo Uematsu, arrangiatore: Shirō Hamaguchi
6. Not Alone (独りじゃない?, Hitori ja nai, Final Fantasy IX)
compositore: Nobuo Uematsu, arrangiatore: Shirō Hamaguchi
7. Main Theme of Final Fantasy V (ファイナルファンタジーVメインテーマ?, Fainaru Fantajī Faibu Mein Tēma, Final Fantasy V)
compositore: Nobuo Uematsu, arrangiatore: Shirō Hamaguchi
8. Main Theme of Final Fantasy VII (F.F.VIIメインテーマ?, Efu Efu Sebun Mein Tēma, Final Fantasy VII)
compositore: Nobuo Uematsu, arrangiatore: Shirō Hamaguchi
9. Theme of Love (愛のテーマ?, Ai no Tēma, Final Fantasy IV)
compositore: Nobuo Uematsu, arrangiatore: Shirō Hamaguchi
10. Final Fantasy I-III Medley 2004 (Final Fantasy, Final Fantasy II, Final Fantasy III)
Musica: Nobuo Uematsu, Arrangiamenti: Shirō Hamaguchi
11. Opera “Maria and Draco” (オペラ “マリアとドラクゥ”?, Opera "Maria to Dorakū", Final Fantasy VI)
Lyrics: Yoshinori Kitase, Nobuo Uematsu, compositore: Nobuo Uematsu, arrangiatore: Shirō Hamaguchi
12. New Tune from FF7 Advent Children (FF7 アドベントチルドレンより?, Efu Efu Sebun Adobento Chirudoren Yori, Final Fantasy VII: Advent Children)
compositore: Nobuo Uematsu, arrangiatore: Shirō Hamaguchi
13. Final Fantasy Main Theme (ファイナルファンタジー メインテーマ?, Fainaru Fantajī Mein Tēma, Final Fantasy)
compositore: Nobuo Uematsu, arrangiatore: Shirō Hamaguchi

## Tappe del tour
- 12 marzo 2004 — Yokohama al Minato MIRAI Hall con New Japan Philharmonic
- 14 marzo 2004 — Tokyo al Bunkamura Orchard Hall con Tokyo City Philharmonic
- 19 marzo 2004 — Sapporo al Sapporo Concert Hall Kitara con Sapporo Symphony Orchestra
- 2 aprile 2004 — Nagoya all'Aichi Prefectural Art Theater The Concert Hall con il Nagoya Philharmonic Symphony Orchestra
- 11 aprile 2004 — Fukuoka all'ACROS Fukuoka Symphony Hall con Kyushu Symphony
- 16 aprile 2004 — Osaka al Festival Hall con Osaka Symphoniker Orchestra

## Musicisti
- Parole: Music from Final Fantasy
- Eminence Symphony Orchestra
- PLAY! A Video Game Symphony
- Symphonic Game Music Concert
- Orchestral Game Concert
- Piano suonato da Wagner Anderson